# EC 3.1

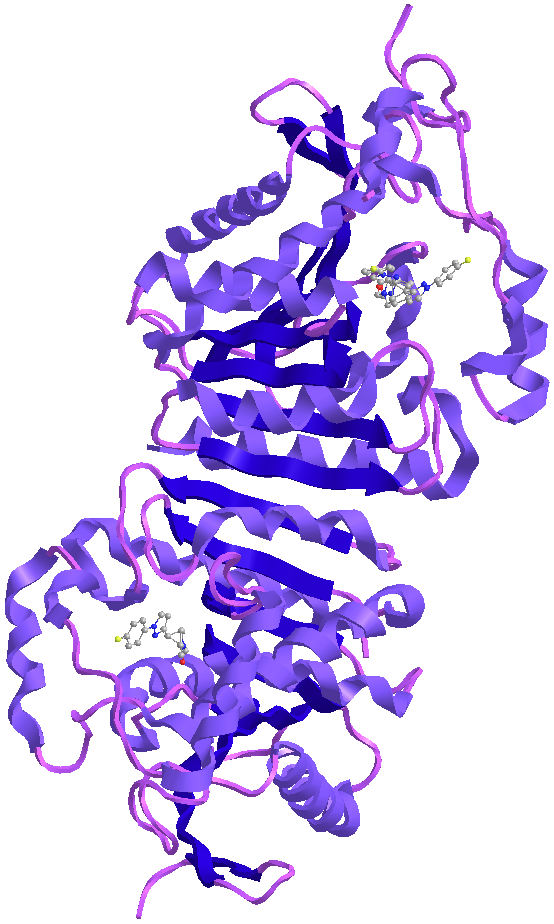
Hydrolase 3.1.1.23.

Le groupe EC3.1 est un groupe d'hydrolases rassemblant les estérasesydrolase 3.1.1.23, c'est-à-dire les enzymes catalysant la réaction générale :
où R représente un acide quelconque et R' son substrat.
En fonction du milieu, l'ester peut être :
- un ester d'acide carboxylique (R-COO-R')
- un thioester (R-CO-S-R') (en général, les dérivés du coenzyme A et du glutathion)
- un ester phosphorique ((R-O)(R'-O)-PO-O-R") (nucléosides et acides nucléiques).

Les estérases sont réparties en quatre groupes :
1. Estérases agissant sur tous les esters, sauf les acides nucléiques (EC3.1.1 à EC3.1.8)
2. Exonucléases
  - Exodésoxyribonucléases (EC3.1.11)
  - Exoribonucléasee (EC3.1.13 à EC3.1.16)
3. Endonucléases
  - Endodésoxyribonucléases (EC3.1.21 à EC3.1.25)
  - Endoribonucléases (EC3.1.26 et EC3.1.27)
4. Nucléases non spécifiques (EC3.1.30 et EC3.1.31)

## Classification des enzymes du groupe EC3

### EC 3.1.23 & EC 3.1.24
Endodésoxyribonucléases spécifiques incluses aujourd'hui dans EC 3.1.21.3, EC 3.1.21.4 et EC 3.1.21.5.